# Natsuki Kasa
Natsuki Kasa (笠 菜月 Kasa Natsuki?,  Prefectura de Chiba, Japón, 31 de agosto de 1999) es una actriz japonesa, afiliada a Horipro Improvement Academy, una división de Horipro centrada en actores infantiles y juveniles. Es conocida por interpretar a una joven Wakana Sonozaki en Kamen Rider W.

## Filmografía

### Televisión
- Kochira Hon Ikegami Sho (TBS, 2004) como Mio Uehara
- Suiyō puremia (TBS, 2005)
- Akai Unmei (TBS, 2005) como Hiromi Ōtake
- Chibi Maruko-chan (Fuji TV, 2006) como Natsumi Murata
- Xenos (TV Tokyo, 2007) como Yoshimi Sano (joven)
- Sunadokei (TBS, 2007) como Ryo Kitamura
- O ban zai! (TBS, 2007) como Kurumi
- Tantei Samonji Susumu (TBS, 2007) como Ayumi (joven)
- Anmitsu Hime (Fuji TV, 2008) como Anmitsu Hime (joven)
- Edison no Haha (TBS, 2008) como Kyōko Hosaka
- Otome no panchi (NHK, 2008) como Michiru
- Sora no Minatode (TV Tokyo, 2008) como Bansai
- 252 Seizonsha ari: Episode ZERO (Nippon TV, 2008)
- Kamen Rider W (TV Asahi, 2009) como Wakana Sonozaki (joven)
- Indigo no yoru (Fuji TV, 2010) como Mika Koganezawa (joven)
- Perfect Report (Fuji TV, 2010) como Megumi Suzuki
- Kontorōru hanzai shinri sō sa (Fuji TV, 2011) como Emiri Tachibana
- Tokidoki (NHK, 2011) como Kāko
- She's a steely woman! (TV Tokyo, 2011) como Mariko Akiba

### Películas
- Ju-on (2009) como Akane
- Kansen rettō (2009)
- Tomie (2007) como Tomie Kawakami (joven)
- Koi Dano Ai Dano (2006) como Mitsu
- Kiraware Matsuko no Isshô (2006) como Kumi (joven)
- Hayazaki no hana (2006) como Minako Uematsu

### Comerciales
- House Foods (2009)

### Videos musicales
- Shiawase wo arigatō - Ketsumeishi
- Kyō ni koiro - May'n